# Heinrich Boller (Industrieller)
Johann Heinrich Boller (* 26. August 1821 in Uster; † 29. Dezember 1877 in Zürich), heimatberechtigt in Uster und Egg, war ein Schweizer Industrieller und ursprünglich wirtschaftsliberaler, später demokratischer Zürcher Politiker.

## Leben

### Familie
Heinrich Boller war der Sohn des gleichnamigen Tuchhändlers und Seidenverleger Heinrich Boller.
Seit 1841 war er mit Susanna, der Tochter des Metzgers Heinrich Brunner aus Uster verheiratet. In zweiter Ehe heiratete er 1861 Susanna Elisabeth, die Tochter des Politikers Hans Heinrich Zangger.
Sein Neffe war der Unternehmer und Politiker Julius Gujer und sein Schwager der Unternehmer und Politiker Heinrich Grunholzer.
Er pflegte eine Freundschaft mit dem Sozialreformer und Politiker Johann Caspar Sieber.

### Werdegang
Heinrich Boller war im väterlichen Unternehmen tätig, bis sein Vater den Tuchhandel 1850 an Hans Jacob und Jean Braschler (1829–1892). übergab
Er erwarb 1858, gemeinsam mit dem Arzt Johannes Hegnauer (1823–1872) aus Fehraltorf, die Spinnerei Kunz von Heinrich Kunz in Oberuster, deren Alleinbesitzer er 1865 wurde. Im Jahr seiner Hochzeit wurde er 1861 Teilhaber an der Spinnerei seines Schwiegervaters.
1857 liess er an der Limmat eine Baumwollweberei für 230 Webstühle (Weberei Dietikon AG, ab 1900 Weberei Syz & Co.) und einen Fabrikkanal zur industriellen Nutzung des Limmatwassers bauen.
Er war einer der Hauptinitianten der Glatthalbahn und wurde 1853 deren Direktionspräsident. Von 1856 bis 1877 war er im Verwaltungsrat der Vereinigten Schweizerbahnen und von 1858 bis 1860 der Schweizerischen Ostwestbahn, mit der er 1861 einen Aktientausch durchführte. Später förderte er auch die Gotthardbahn.

### Politisches und gesellschaftliches Wirken
Heinrich Boller setzte sich bereits vor der Demokratischen Bewegung für die Verbesserung der sozialen Verhältnisse ein. Von 1866 bis 1869 und von 1872 bis 1875 war er Zürcher Grossrat beziehungsweise Kantonsrat und vom 2. Dezember 1872 bis 5. Dezember 1875 Ständerat. Im Grossen Rat wurde er 1867 Mitglied der Kommission für Landwirtschaft und der Aufsichtskommission der landwirtschaftlichen Schule.
Von 1855 bis 1868 amtete er überdies als Präsident der Bezirksschulpflege Uster.